# RFSU Profil
RFSU Profil är en kondom tillverkad av latex. Den är transparent, glidmedelsbehandlad och har en behållare.
Enligt RFSU är Profil den populäraste kondomen som säljer bäst.
Mått: längd: 185 mm, tjocklek: 0,07 mm, bredd: 53 mm.